# サモア系アメリカ人
サモア系アメリカ人（英語: Samoan American）は、サモア独立国やアメリカ領サモアからアメリカ合衆国本土に移住した人物など、サモア人の祖先を持つアメリカ人を指す。アメリカ国勢調査ではサモア系アメリカ人は太平洋諸島の住民に分類されており、アメリカ領の太平洋諸島系諸民族の中でハワイ先住民に次いで第二の大規模民族グループを形成している。
アメリカ領サモアは1900年からアメリカ合衆国の未編入領域となっており、サモア（正式にはサモア独立国として知られる）は1962年にニュージーランドからの独立を果たした独立国家である。 アメリカ領サモアとサモアから構成される多島海のサモア諸島は1,170平方マイル（3030km2）の面積を持つ。ハワイ系アメリカ人と同じく、サモア人は20世紀に農業労働者や工場労働者としてアメリカ本土に移住した。
アメリカ本土には18万人以上のサモア系が在住しているが 、そのほとんどが179,000人（2009年調査）と推定されるサモア独立国からのグループである。サモア系が最も多く暮らす自治体はハワイ州ホノルルであり、アメリカ本土に限定した場合ではそれはサモア人の祖先を持つ住民が市の人口の1%に相当する4,513人（2010年調査）が在住するカリフォルニア州ロングビーチとなる。

## 歴史
第二次世界大戦末期以降、アメリカ領サモアに出生した者はアメリカ合衆国の国籍を有する。このため、サモア人はハワイ州やアメリカ合衆国本土に移住して比較的容易にアメリカ合衆国の市民権を取得することができる。多くのサモア人が成功を収める機会を求めて故郷からアメリカ合衆国西海岸、アラスカ州、ハワイ州へ移住した。

## 人口統計
アメリカ本土に在住するサモア系は184,440人である。サモア系の人口の3分の1を占める60,876人はカリフォルニア州に在住する。南カリフォルニアのサモア系はロサンゼルス郡のカーソン、ロングビーチ、コンプトン、サンディエゴ郡のオーシャンサイドに密集している。また、カリフォルニア州サンディエゴにおいて1955年にアメリカ史上初のサモア系の教会が設立されている。サモア系の教会の多くはサンディエゴの最初の会衆派キリスト教会から枝分かれしたものである。オレンジ郡のガーデングローブにはサモア系のコミュニティが形成されており、センチュリー・ブールバール（センチュリー大通り）に教会も存在する。北カリフォルニアではデイリーシティ、ヘイワード、イーストパロアウトに加えてサンフランシスコのベイビューハンターズポイント地区やポトレロヒル地区、イーストベイのサンレアンドロにかなり大きなサモア系のコミュニティが形成されており、これら全て合わせると少なくともサモア系全体の0.5%を占める。デイリーシティではサモア系のレストランや企業がジュネーブ・アベニュー（ジュネーブ大通り）に位置する。サクラメント、モデスト、ストックトンで小規模のコミュニティを見つけることができる。
ワシントン州のシアトルからタコマまでの領域においても、シータックやフェデラルウェイを主にかなり大きなサモア系のコミュニティが形成されている。最初のサモア系の会衆派教会は1964年にシアトル市南東部において設立された。約6,000人のサモア系がワシントン州のピアース郡内に在住しており、郡の人口の0.7%を構成している。オレゴン州ザ・ダラスにも同じくコミュニティが形成されている。ユタ州ソルトレイクシティおよびその周辺都市には13,086人と比較的多くのサモア系が在住する。コロラド州コロラドスプリングスにもサモア系のコミュニティが形成されている。
アメリカ合衆国中西部最大のコミュニティは900人前後（市の人口の0.8%）のサモア系が在住するミズーリ州インディペンデンスにある。
アメリカ合衆国東部とアメリカ合衆国南東部ではノースカロライナ州ファイエットビル、テネシー州クラークスビル、バージニア州ノーフォークにサモア系のコミュニティが形成されている。
テキサス州キリーンにサモア系のコミュニティと教会が存在する。
アメリカ本土以外ではハワイ州とアラスカ州に多くのサモア系が定住している。アラスカ州アンカレッジは市の住民の1.8%がサモア系である。アラスカ州に在住するサモア系は州の人口の約0.8%を占め、比較的高い割合となっている。

## 文化
サモア系アメリカ人はアメリカンフットボールを筆頭に、多くのアメリカ合衆国のスポーツで華々しい活躍をしている。国の少数派民族であるにもかかわらず、NFLの現役選手の30人以上がサモア系である。代表的なサモア系アメリカ人のNFL選手としてトロイ・ポラマルとジュニア・セアウの名があげられる。サンフランシスコ49ersにはマイク・アイウパティとアイザック・ソポアガという第47回スーパーボウルに出場した経験を持つ2人のサモア系アメリカ人選手が在籍している。2014年にハイズマン賞を受賞したクォーターバックのマーカス・マリオタ（現テネシー・タイタンズ）は父を通じてサモア人の血を引く。
また、ザ・ロックやローマン・レインズをはじめとしたプロレスラーを数多く輩出しているアノアイ・ファミリーもサモア系アメリカ人の家系である。
ロサンゼルスやサンフランシスコ・ベイエリアのようなギャングスタラップが隆盛を極めた地域ではサモア系アメリカ人はこれまでに高度に熟練したダンサーやミュージシャンとして名声を築いてきた。ブーヤー・トライブはサモア系アメリカ人の著名ギャングスタラップグループである。。